# Чессанити
Чессанити (итал. Cessaniti) — Коммуна в Италии, располагается в регионе Калабрия, подчиняется административному центру Вибо-Валентия (провинция).
Население составляет 3660 человек (на г.), плотность населения составляет 215 чел./км². Занимает площадь 17 км². Почтовый индекс — 89816. Телефонный код — 0963.
Покровителем коммуны почитается святитель Василий Великий. Праздник ежегодно празднуется 2 января.